# Råtjärnen (Laxsjö socken, Jämtland)
Råtjärnen är en sjö i Krokoms kommun i Jämtland och ingår i Indalsälvens huvudavrinningsområde.